# Кособуди (Дравський повіт)
Кособуди (пол. Kosobudy) — село в Польщі, у гміні Злоценець Дравського повіту Західнопоморського воєводства.
Населення — 194 особи (2011).
У 1975-1998 роках село належало до Кошалінського воєводства.

## Демографія
Демографічна структура станом на 31 березня 2011 року:
|          | Загалом | Допрацездатний вік | Працездатний вік | Постпрацездатний вік |
| -------- | ------- | ------------------ | ---------------- | -------------------- |
| Чоловіки | 101     | 21                 | 71               | 9                    |
| Жінки    | 93      | 16                 | 56               | 21                   |
| Разом    | 194     | 37                 | 127              | 30                   |